# 얼 하인즈
얼 하인즈(Earl Hines, 1903년 12월 28일 ~ 1983년 4월 22일)는 미국의 재즈 피아니스트이자 밴드 리더였다. 그는 재즈 피아노 발전에 있어서 가장 영향력 있는 인물들 중 한명이었고, 한 주요 출처에 따르면, "재즈의 역사를 형성한 연주가인 소수 피아니스트들 중 한명" 이라고 한다.
재즈 피아노의 아버지라는 의미에서 '파더'라는 애칭이 있다. 암스트롱 핫 파이브를 거쳐 1928년에 자기의 밴드를 창설, 밥의 신인스타를 확보하여 활약하였다. 나중에는 트리오를 이끌었으나 그 힘찬 터치, 넘쳐흐르는 스윙감은 전혀 쇠퇴하지 않았으며, 당시의 모더니스트와 어깨를 견주어 손색이 없을 만큼 최대의 갈채를 받았다.